# Photedes bondi
Photedes bondi là một loài bướm đêm trong họ Noctuidae.